# 高谷道男

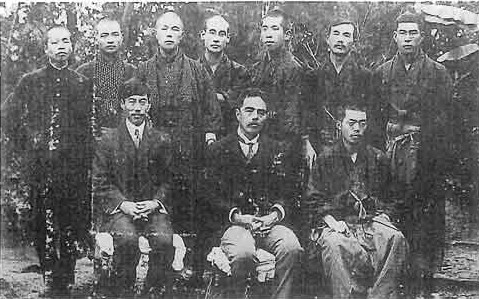
白雨会送別会(1917年)、高谷は後列右から1人目

高谷 道男（たかや みちお、1891年10月12日 - 1994年3月21日）は、日本の経済学者。内村鑑三の弟子でジェームス・カーティス・ヘボンの研究家でもある。
1922年にシカゴ大学を卒業後、関東学院、明治学院の教授を経て、桜美林大学経済学部創立に尽力する。後に同大学経済学部長を務める。
1981年キリスト教功労者の表彰を受ける。

## 生涯

### 生い立ち
1891年（明治24年）香川県那珂郡丸亀町（現・丸亀市）の呉服町の家に生まれた。小学校の高学年の時に家の商売は借財と火災でたちまち傾き没落したが、家族親戚は高谷には勉学の見込みがあるとみて学問をさせようと努めた。東京高等商業学校（現一橋大学）に合格し育英会の奨学金と親戚の援助などで進学した。

### キリスト教
キリスト教との最初の出会いは兄からもらった英語聖書であった。兄は軍隊で台湾に行きそこでカナダ人の長老派宣教師マッケイ（馬偕）からその聖書をもらったという。また高谷が肋膜炎にかかり高松で入院しているところへ東京帝国大学に進学した友人が見舞いに来て、内村鑑三や白雨会のことなどを話し、上京したら是非内村鑑三を訪ねるようにと勧めた。
高谷は上京後直ちに内村を訪ねて、毎週日曜日に内村の聖書講義を真剣に聞いた。高谷は内村鑑三を生涯を通して尊敬した。柏木教友会に入会する。当時内村の門下生は柏木会を組織していたが、これとは別に白雨会という少人数の組織があり、高谷はこの会員になった。そのメンバーには 後に東京大学総長となった南原繁や関東学院を創立した坂田祐、金沢医科大学の星野鉄男などがいた。白雨会の会員は多少の異動があったが最後まで続いたのは7人であった。

### 神戸時代
卒業後は神戸で就職したが、キリスト教伝道者となる決心をし勤めをやめ、丸亀基督教会で受洗して、神戸神学校に入学した。神学生であったが教会では伝道師の扱いであった。その頃賀川豊彦が米国留学を終えて帰国し、再び新川に住み伝道活動を開始していたが、賀川は高谷の存在を知り神戸YMCAの主事にならないかと持ちかけた。青年の伝道を自らの使命と考えていた高谷はこの仕事を二つ返事で引き受けた。
賀川は自分が活動の場としている新川に住むことを高谷に勧めたが、高谷はそれを断り YMCAの寄宿舎に住み、当時のYMCAの乱れていた風紀を一新することに努めた。神戸YMCA に勤めた3年間に高谷は平沢米子と結婚した。また賀川の勧めによりトルストイの『簡易聖書』を翻訳出版した。これは高谷の初めての出版であった。

### 留学と奉職
1920年（大正9年）、坂田祐が高谷を訪ねてきて、「横浜でバプテストミッションが開設し、自分が院長を務める関東学院に高等商業部を開設したいので、その開設準備のためアメリカへ留学して欲しい」と依頼した。高谷はこの申し入れを受け入れミシガン大学へ留学した。
2年間の留学を終えて帰国したが、すでに関東学院の高等商業部は始まっており、学部長の席はなかった。高谷は青年へのキリスト教伝道に関心を向け、関東学院三春台の校地に関東学院教会が高谷らによって創立された。高谷は牧師ではなかったが中居京牧師の就任まで牧師の役を務めた。
学内において不遇であったため、高谷は学問研究に専念でき、自らの学問的立場を示す『基督教経済文化史』を著した。この著作を東京高等商業の上田辰之助教授や南原繁が高評した。

### ヘボンとの出会い
1944年（昭和19年）、学校の整理統合があり、関東学院の高等商業部は明治学院に併合されることとなった。高谷は関東学院の生徒とともに明治学院に移り、また教会もヘボンが横浜に設立した横浜指路教会に移った。明治学院での高谷の役職は図書館長であったが、ここで高谷はヘボンが日本で編集出版した『和英語林集成』の自筆原稿を見て感銘を受けた。
東京大空襲が続く中で、これが消失することを恐れ高谷はヘボンの自筆原稿を背負って東北学院に疎開させた。戦後、高谷は本格的に日本のプロテスタント史研究に精力を注ぎ込み、文部省の助成金で『ドクトル・ヘボン』を出版した。それまでヘボンを紹介する本はウィリアム・グリフィスの『日本のヘボン』を元にした山本秀煌の『ゼー・シー・ヘボン』のみで、高谷の本により初めてヘボンが広く一般に紹介されることになった。

### 新資料発見
ニューヨークにヘボンの手紙等の資料がたくさん保存されていることを知った高谷は、何としてもアメリカに調査に行かなければならないと考え、1956年明治学院の許可を得てアメリカに行った。現地ではアジア財団、長老教会本部、ダッチ・リフォームド教会の援助を受けることができ、ニューヨークのユニオン神学校のゲストハウスで役員として迎えられ、長老教会本部に通った。
アメリカ聖書協会、ニュージャージー州立ラトガース大学図書館、ニューブランズウィック神学校図書館等も回り資料を探した。これらの場所でヘボン、S・R・ブラウン、グイド・フルベッキらの史料が続々と発見された。高谷は多くの貴重な発見資料を持って帰国した。
1959年岩波書店より『ヘボン書簡集』が発行されると大変な反響を呼び、NHKの「私の本棚」でも連続朗読された。高谷の最も代表的な著書となり、初期プロテスタント史研究の基礎的史料となった。『ヘボン書簡集』を最も高く評価したのは大塚金之助教授であった。続けて吉川弘文館より人物叢書『ヘボン』が出版されることにより、ヘボンの名は一層知られるようになった。1962年長く病床にあった米子が天に召された。

### 明治学院退任後
1964年明治学院大学大学院教授を退任し、その後2年間の嘱託教授を続けた後、1966年桜美林大学教授となった。これは桜美林大学の創立者清水安三の要請に応えたもので大学に経済学部を新設するための準備を託されたものだった。
1959年のヘボン来日100周年以降、行事・出版等が続いた。高谷は『明治学院九十年史』『フェリス女学院百年史』『指路教会百年の歩み』を相次いで執筆した。この時フェリス女学院史執筆のためフェリスで助手を務めた田中松江と1963年に結婚した。
1965年に『S.R.ブラウン書簡集』を日本基督教団出版部より、1980年に『フルベッキ書簡集』を新教出版社より出版した。さらにタウンゼント・ハリスの研究に取り組んだ。この研究は一般に誤解されていたハリス像に対し強く訂正を迫るものであった。

### 晩年
晩年の最後の大きな仕事は横浜開港資料館の開設準備であった。旧イギリス領事館の建物を横浜市が買い取り、横浜開港資料館として運営が決まり、高谷は開港史料普及協会の理事として開設準備に参加した。この時横浜市の広報センターより市の季刊雑誌「市民グラフヨコハマ」の31号をヘボン特集号とするとの企画が提案された。このグラフ執筆に参加した人々を中心に横浜プロテスタント研究会が組織され 、高谷はその代表となった。晩年の高谷は毎月この研究会の例会へ出席することを楽しみにしていた。
「グラフヨコハマ」のヘボン特集号に加筆修正した写真集が、1992年に有隣堂で『横浜キリスト教文化史』が出版されたが、これは高谷が生前に関わった最後の書籍となった。
1977年横浜市は高谷に横浜文化賞を授与した。1979年日本聖書協会は都留スミス賞を、1981年、日本キリスト教文化協会はキリスト教功労賞を贈った。1982年桜美林大学を定年退職するのと同時に同大学より名誉教授を贈られ、1988年明治学院大学は名誉教授を授与した。
ヘボンと同じ96歳まで生きたいと思っていた高谷は、1991年100歳の誕生日を迎え、横浜東急ホテルで祝賀パーティーが開かれた。席上、ブッシュ米大統領からのメッセージ書簡が披露された。
1992年12月、身体の不調を訴え、横浜市戸塚区の老人施設「太陽の園」に入所、そこで肺炎を起こし東戸塚記念病院に移され、1993年3月21日102歳の生涯を終えた。告別式はヘボンが創立した横浜指路教会で鷲山林蔵牧師の司式で行われた。墓地は横浜市神奈川区の三ツ沢墓地にある。松江夫人は高谷の死後、息子の住むブラジルに渡った。

## 著書
- 基督教経済文化史（三省堂）
- 目で見る宣教百年史（日本基督教団出版部）編著
- ドクトル・ヘボン（牧野書店）。復刻版・大空社「伝記叢書」
- ヘボン（吉川弘文館・人物叢書）
- ヘボン書簡集（岩波書店）編訳
- ヘボンの手紙（有隣堂・有隣新書）編訳
- ブラウン書簡集　幕末明治初期宣教記録（日本基督教団出版部）編訳
- フルベッキ書簡集（新教出版社）編訳
- ヘボン在日書簡全集（教文館）、有地美子補訳、岡部一興解説